# Murad IV
Murad IV (en turco otomano: مراد رابع, Murād-ı Rābi) (Estambul, 27 de julio de 1612 — Estambul, 9 de febrero de 1640), y también llamado por los cristianos Amurates IV, fue sultán del Imperio otomano desde 1623 a 1640,conocido tanto por haber restaurado la autoridad del estado como por la brutalidad de sus métodos. Sus padres fueron el sultán Ahmed I y su consorte, Kösem Sultan, igualmente dos de sus hermanos fueron sultanes, el mayor fue Osman II, y el menor Ibrahim I, quién le sucedió tras su muerte.

## Primeros años
Murad nació el 27 de julio de 1612 siendo el hijo del sultán Ahmed I y su consorte favorita, Kösem Sultan. Murad en ese entonces tenía dos hermanos vivos (Şehzade Osman y Şehzade Mehmed) y tres hermanos que fallecieron prematuramente (Şehzade Orhan, Şehzade Hasan y Şehzade Selim). Murad perteneció a la generación de príncipes que por primera vez en la historia, no tuvo que temer a la ley del fratricidio impuesta por Mehmed II en 1451. 
Según la ley, los sultanes debían ejecutar a todos sus hermanos para mantener el orden. Sin embargo, el sultán Ahmed no hizo esto cuando dejó con vida a su hermano Şehzade Mustafa después de su ascenso al trono en 1603. Es un hecho, sin embargo, que Ahmed no estuvo seguro de su decisión durante mucho tiempo, por lo que intentó repetidamente ejecutar a Mustafa, pero al final, su conciencia y su consorte, Kösem lo convencieron de no matar a Mustafa, lo que también sirvió para mantener a salvo a Mehmed y Murad.
Murad vivió sus primeros años en relativa calma, ya que su padre era un sultán popular y su madre era amada y respetada por el pueblo. Kösem constantemente hacía caridad a los pobres y Ahmed, por lo que se dice, solía acompañarla. Sin embargo, todo esto cambió en 1617 cuando Ahmed muere inesperadamente de Tifus y de una posible enfermedad hereditaria estomacal, heredada de su madre, Handan.
En este contexto, se desató un caos sucesorio en el imperio. El pueblo estaba harto del fratricidio, pero Ahmed no había dejado un decreto legal sobre quién debía sucederle en el trono: su hermano menor, Mustafa, o su hijo mayor, Osman. Finalmente, con el ascenso de Mustafa al trono, la herencia cambió oficialmente: el trono ya no pasó de padres a hijos, sino que fue asumido del sultán a su hermano menor. Murad y sus hermanos pudieron sobrevivir, pero vivieron en régimen de aislamiento en el Palacio de Topkapi (Kafes), mientras que su madre y sus hermanas fueron exiliadas al Antiguo Palacio. Los años siguientes fueron bastante caóticos, Mustafa pronto se mostró incapaz de ejercer el trono fue destronado debido a su enfermedad mental. Es aquí cuando Osman, ascendió al trono.
Osman era conocido por ser un sultán muy impopular, el imperio no estaba satisfecho con su manejo y su clara inexperiencia, las rebeliones contra él fueron viéndose rápidamente. Por otro lado, aunque trató de mantener una relación buena con Kösem pronto mandó a ejecutar a su otro hermano, Mehmed, probablemente por la popularidad que mantenía este y la influencia de la madre. Esto parece haber sido una clara advertencia de Osman a Kösem, ya qué los siguientes podrían ser Murad y sus hermanos menores. Ciertamente Murad parece haber desarrollado problemas de ira durante su encierro, aparte no se descarta que Osman haya hecho presenciar a sus hermanos la ejecución de Mehmed. Finalmente el caos, locura y la «tiranía» de Osman terminó en su destronamiento y brutal ejecución a manos de los jenízaros. Aunque esto les trajo paz a Murad y a sus hermanos, también les dio una lección para toda la vida de que ni siquiera un sultán puede estar a salvo de su propia gente. Luego de esto, su tío Mustafa fue puesto nuevamente en el trono, pero no duró mucho.

## Reinado
Llegó al poder gracias a un Golpe de Estado en 1623, sustituyendo a su demente tío. Murad estuvo durante mucho tiempo bajo el control de sus familiares más allegados (madre y hermanas) y durante sus primeros años como sultán, su madre, la Valide Kösem Sultan, gobernó a través del título Naib-i Saltanat como regente del imperio. Pero aunque ella mantuvo la estabilidad que se había perdido con los sultanes anteriores, el imperio había caído en la anarquía, los persas lo invadieron casi inmediatamente, en el norte de Anatolia estallaron varias rebeliones y en 1631, los jenízaros asaltaron el palacio y asesinaron al Gran Visir, entre otras personalidades del palacio. El joven Murad temió sufrir el mismo destino de su hermano mayor, Osman II, y decidió reafirmar su poder e imponer su autoridad. Hizo degollar al recién nombrado Gran Visir (quien no era de su agrado), ordenó estrangular a 500 dirigentes militares y ejecutó a 20.000 rebeldes en Anatolia. Siguiendo la tradición fratricida otomana, Murad ordenó asesinar a sus hermanos Bayezid y Süleyman en 1635, una muerte a la cual siguió la ejecución de su otro hermano, Şehzade Kasım, en 1638. Algunos acusan a la esposa de Murad, Ayşe Sultan, de haber iniciado una conspiración en contra de los hermanos de Murad para que fueran ejecutados.
Trató de acabar con lo que quedaba de corrupción, la que se había incrementado durante los gobiernos de los sultanes anteriores, y que no había sido del todo comprobada mientras su madre dictaba como regente oficial los destinos del Imperio. Esto se consiguió de muy diversas maneras, limitando por ejemplo los gastos despilfarradores. Irónicamente también prohibió el alcohol, el tabaco y el café en Estambul y todo el Imperio. Ordenó la ejecución inmediata para todo aquel que quebrantara dicha prohibición. Patrulló y recorrió por la noche las calles de Estambul así como las tabernas de la ciudad vestido con ropas comunes, vigilando en persona que su orden era cumplida. Si cuando patrullaba las calles veía a un soldado fumar o mascar tabaco o beber alcohol, mataba al soldado en el mismo lugar con su espada. Su severidad era el motivo de su apodo «cruel». Paradojas de la vida, aunque prohibió el tabaco, el café y el alcohol, él no se privaba de ninguno de ellos y posiblemente fue un alcohólico durante gran mayoría de su vida.
Murad era un hombre corpulento y alto, gran practicante del deporte de lucha y un temible guerrero. Su fuerza era casi sobrehumana. Sobre todo era conocido por sus oponentes a quienes sostenía y enroscaba por encima de su cabeza empleando tan sólo una mano. Asimismo utilizó un mazo enorme (pesaba 50 kilogramos) y una gran espada, un mandoble, en sus batallas (estas armas pueden ser aún admiradas en el Museo del Palacio de Topkapı, en Estambul).
Ciñéndonos a lo militar, lo más notable del reinado de Murad fue una guerra contra Persia en la cual las fuerzas otomanas conquistaron Azerbaiyán, ocuparon Tabriz y Hamadán y, en una de las últimas grandes hazañas militares del Imperio otomano, tomaron Bagdad en 1638. Murad en persona ordenó la invasión de Mesopotamia y resultó ser un comandante de campaña excepcional. Fue el último Sultán otomano que comandó un ejército en el campo de batalla. Durante su viaje a la campaña en Irán, aniquiló a todos los rebeldes en la Anatolia y restauró el orden del estado de nuevo. Por tal motivo un gran número de lugares adoptó su nombre para mostrar la gratitud profunda de sus habitantes. Antes de su muerte firmó un tratado de paz (1639) con la dinastía persa Safaví. Después de su regreso a Estambul ordenó que respetados mandatarios del Imperio prepararan un nuevo proyecto económico y político para devolver al Imperio sus antiguos días gloriosos, lo que no pudo finalizar debido a su prematura muerte.

## Política exterior
Como centro de su política exterior decidió la continuación de la guerra contra Irán, cuyo sah, Abás I había atacado Irak y conquistado Bagdad en 1624, aprovechando el caos que vivía el Imperio otomano durante la minoría de edad del sultán. A partir de 1633 comenzó a recuperar los territorios perdidos. Después de controlar los focos rebeldes que habían surgido en Transilvania, atacó Irak a finales de 1638. El hecho más destacado en este enfrentamiento con Irán fue la reconquista de Bagdad, que terminó con la muerte de la mayoría de los habitantes y defensores de la ciudad. Cuando se disponía a conquistar Azerbaiyán, el sah Safi I solicitó la paz, y ambas partes llegaron a un acuerdo, un 17 de mayo de 1639. En él se aseguraba al sultán otomano el control total de Irak y las provincias de su imperio, mientras que Armenia y Azerbaiyán permanecían en manos iraníes, con lo que el prestigio del Imperio otomano quedaba restablecido.
A pesar de su estricta política pública, su actuación personal no seguía los preceptos de la Shariah (ley islámica), lo que le valió la enemistad del shaykh al-Islam (máximo dirigente musulmán del imperio), al que acabó ejecutando. Murió víctima de su adicción al alcohol, el 9 de febrero de 1640. En su sultanato el Imperio otomano se volvió a encontrar en una situación política favorable: reinaba de nuevo la paz interior y se había restaurado momentáneamente el prestigio y la solidez perdidos durante los primeros años del siglo XVII.

## Arquitectura
El Sultán Murad IV puso énfasis en la arquitectura y en su período muchos monumentos fueron erigidos. Algunos de ellos son la Mezquita Meydanı, Tumbas, Fuentes, Escuelas (madrazas) y la mezquita Konya Serefeddin. El emperador mogol, Shah Jahan había intercambiado embajadores con el sultán otomano Murad IV, fue a través de estos intercambios que recibió a Isa Muhammad Effendi e Ismail Effendi, dos arquitectos turcos y estudiantes de la famosa Koca Mimar Sinan Agha. Ambos más tarde formaron parte del equipo mogol que diseñaría y construiría el famoso Taj Mahal.

## Relaciones con el Imperio mogol

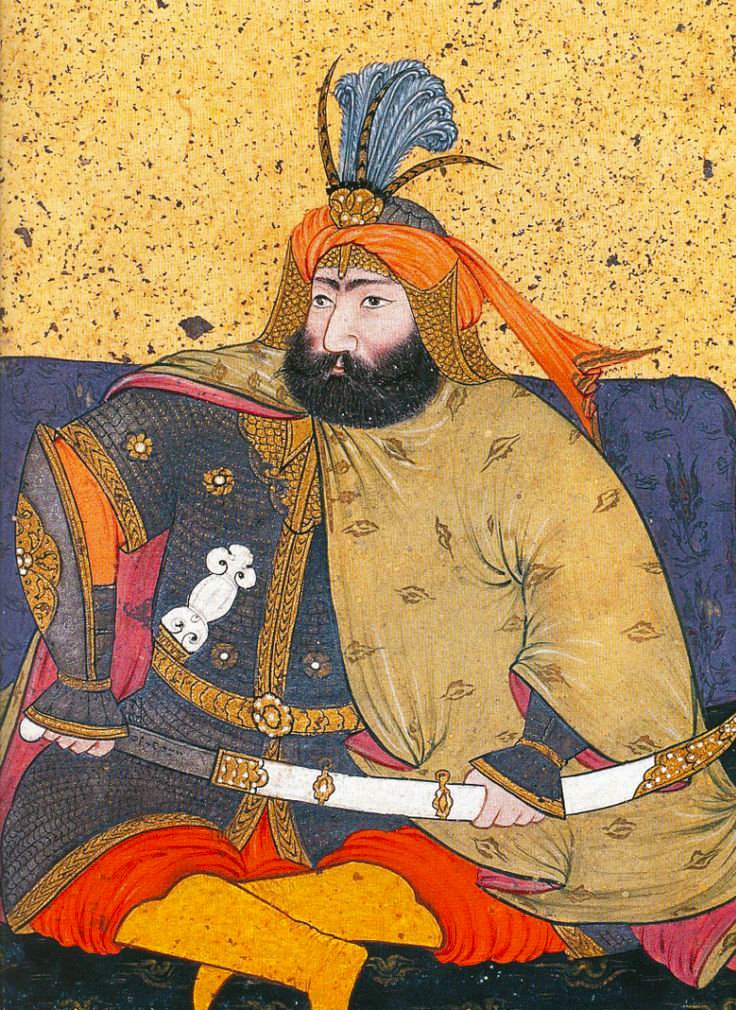
Miniatura de Murad IV.

En el año 1626, el emperador mogol Jahangir comenzó a contemplar una alianza entre los otomanos, mogoles y uzbecos contra los persas safávidas, que habían derrotado a los mogoles en Kandahar. Incluso el emperador mogol escribió una carta a Murad IV con este plan, pero la ambición de Jahangir no se materializó debido a su muerte en 1627. Sin embargo, el sucesor de Jahangir, Shah Jahan mantuvo el objetivo de la alianza mogola con el Imperio otomano.
Mientras estaba acampado en Bagdad, se supo que Murad IV conoció a los embajadores del emperador mogol Sha Jahan: Mir Zarif y Mir Baraka, que presentaron 1000 piezas de tela finamente bordada e incluso una armadura. Murad IV les dio las mejores armas, sillas de montar, kaftanes y ordenó a sus fuerzas que acompañaran a los enviados mogoles al puerto de Basora, donde partieron a Thatta y finalmente a Surat.

## Muerte
Pero su enfermedad y su muerte anticipada nunca le dejaron poner en práctica sus ideas. Murió en 1640 a la edad de 27 años, a causa de una cirrosis hepática. En su lecho de muerte pidió la ejecución de su hermano, Ibrahim I, lo que habría significado el fin de la línea de sucesión y dinastía otomana, pero la orden no fue puesta en práctica gracias a la intervención de la Valide Kösem Sultan. No sería hasta el año 1808 cuando el Imperio otomano vería a otro Sultán (Mahmut II) de su mismo calibre. 
Murad IV es conocido como el último gran sultán y conquistador del Imperio otomano.

## Consortes
Se sabe muy poco acerca de las concubinas de Murad IV, sobre todo porque no tuvo hijos varones que sobrevivieron a su muerte para alcanzar el trono. Se conocen varias consortes, pero incluso se duda de su existencia ya qué destruyeron muchos archivos a la muerte de Murad, la verdad es que solo hay dos consortes conocidas:
- Ayşe Haseki Sultan (c.1614 — c.1680) fue su primera y principal consorte, proveniente de las Islas Jónicas, Cefalonia (territorio en ese entonces veneciano, ahora griego); llegó al harén alrededor de 1626, y fue madre de al menos cinco hijos o quizás más, debido a la destrucción de la mayoría de archivos solo tiene una hija reconocida. Aparte ostentó el título de Haseki sultan, aunque nunca llegaron a casarse legalmente;
- Şemsişah Haseki Sultan (c.1619 — 1640 o 1698), proveniente del Principado de Mingrelia, Georgia, ella era una princesa. Su padre era León II Dadiani y se llamaba originalmente Zilihan Dadiani. Según L. Pierce, ella era su segunda Haseki que ostentó un salario de 2.725 aspers. Por lo que se dice, sí contrajeron matrimonio.

## Descendencia

### Hijos
Todos sus hijos varones no tienen una madre reconocida. Aunque algunos normalmente son reconocidos como hijos de Ayşe o Şemsişah, no hay registros que hoy en día lo prueben. Ninguno de los varones sobrevivió más allá de los diez años, los historiadores concuerdan en que nacían enfermizos pero otros creen que eran envenenados:
- Şehzade Ahmed (21 de diciembre de 1627 — 1636);[9]
- Şehzade Numan (1628 – 1629);
- Şehzade Orhan (1629 – 1629);
- Şehzade Hasan (Marzo de 1631 – 1632);
- Şehzade Süleyman (2 de febrero de 1632 — 1635);
- Şehzade Mehmed (1633 – 1637);
- Şehzade Osman (9 de febrero de 1634 — 1634);
- Şehzade Alaeddin (1635 – 1637);
- Şehzade Selim (1637 — 1640);
- Şehzade Abdülhamid (1638 — 1638);
- Şehzade Mahmud (1640 – 1647);
- Şehzade Bayezid (1640 — 1641);

### Hijas
Tuvo al menos 13 hijas, o quizás más, pero sólo ocho de sus hijas llegaron a la adultez:
- Fülane Sultan (1627 — ¿?), se casó con Tüccarzade Mustafa Paşa en 1640;
- Gevherhan Sultan (Febrero de 1630 – ¿?), se casó con Mehmed Paşa, gobernador de Egipto;
- Hanzade Sultan (1630 — después de 1680), se casó en 1641 con Nakkaş Mustafa Paşa y tuvieron descendencia;
- Esmehan Sultan (1632 — 1632), muerta en la infancia;
- Ismihan Kaya Sultan (1633 — 28 de febrero de 1659), hija con Ayşe. Se casó en 1644 con Melek Ahmed Paşa y tuvieron descendencia;
- Hafsa Sultan (1634 — 1678), hija con Şemsişah. En 1646 se casó con Ammarzade Mehmed Paşa, tuvieron descendencia;
- Safiye Sultan (1635 — después de 1683), se casó en 1659 con Sarı Abaza Hüseyin Paşa (conectado familiarmente con el Gran Visir, Siyavuş Paşa). Tuvieron descendencia;
- Rabia Sultan (1636 — 1692), tuvo al menos dos esposos, se desconoce si tuvieron descendencia;
- Fatma Sultan (1636 — 1639), muerta en la infancia;
- Ayşe Bedia Sultan (1637 -— ¿?), hija con Şemsişah. Se casó con Malatuk Süleyman Paşa en 1655, posiblemente tuvieron descendencia;
- Esma Sultan (1638 — 1640), muerta en la infancia;
- Rukiye Sultan (1639 —  [7]1716), se casó en enero de 1663 con Şeytan Melek İbrahim Paşa, gobernador de Bosnia. Por segunda vez con Gürcü Mehmed Paşa en 1691, y por tercera vez con Bıyıklı Mehmed Paşa en 1693. Tuvo descendencia de su primer matrimonio. Rukiye fue enterrada en la Mezquita Şehzade.

## En la cultura popular
En la serie de televisión Muhteşem Yüzyıl Kösem, Murad IV es interpretado por Cağan Efe Ak como un niño y por Metin Akdülger como Sultán.